# Jodid sodný
Jodid sodný je anorganická sloučenina s chemickým vzorcem NaI. Obsahuje sodné kationty (Na+) a jodidové anionty (I−), je to tedy iontová sloučenina. Za standardních podmínek se vyskytuje jako bílá krystalická sůl, která je hygroskopická a ve vodě dobře rozpustná. Na vzduchu podléhá oxidaci jodidu na jod a získává žlutou barvu.
Je to chaotropní sůl, tedy iontová sloučenina, která snižuje strukturovanost vody. Při vysoké koncentraci jodidu sodného a při vhodném pH dojde k rozbití vodíkových vazeb mezi molekulami vody.
Používá se především jako doplněk stravy, při léčbě a prevenci jodové karence (nedostatek jodu) nebo při ozáření ionizujícím zářením. V organické chemii se jodid sodný používá k detekci radiace. Jeho monokrystaly doplněné thaliem se používají jako scintilační detektory pro spektrometrii záření gama.

## Stabilita
- Jodid sodný, stejně jako ostatní jodidy, je za běžných podmínek oxidován atmosférickým kyslíkem (O2) na molekulární jod (I2). Vzniká  jodidový komplex I2 a I−, který má žlutou barvu (na rozdíl od bílé barvy jodidu sodného).
- Oxidační proces urychluje přítomnost vody.
- K oxidaci jodidu sodného může docházet i vlivem světla - fotooxidace.
- Pro maximální stabilitu musí být jodid sodný skladován v tmavých prostorách při nízkých teplotách a nízké vlhkosti.

## Reakce
- Sůl NaI může být přítomna jako anhydrát (bezvodá sloučenina), dihydrát (obsahuje dvě molekuly H2O) nebo pentahydrát (obsahuje pět molekul H2O). Anhydrát NaI krystalizuje z vodných roztoků při teplotě nad 65 °C. Dihydrát NaI·2H2O vzniká krystalizací při pokojové teplotě. Pentahydrát NaI·5H2O existuje pouze při nízkých teplotách mezi −13,5 °C a −31,5 °C.
- Průmyslově se sůl NaI vyrábí reakcí kyselých jodidů s hydroxidem sodným.
- Jodid sodný lze získat reakcí uhličitanu sodného s jodidem železa. Vyrábí se jako dihydrát:
4 Na2CO3 + Fe3I8 + 16 H2O → 8 NaI·2H2O + Fe3O4 + 4 CO2
- Běžnou oblastí použití jodidu sodného jsou polymerázové řetězové reakce a Finkelsteinova reakce pro konverzi alkylchloridů na alkyljodidy. Finkelsteinova reakce je nukleofilní substituce, která umožňuje výměnu jednoho atomu halogenu za jiný. Nejčastěji se používá k laboratorní přípravě alkyljodidů z jodidu sodného a z příslušných alkylchloridů nebo alkylbromidů. Tato reakce je založena na nerozpustnosti chloridu sodného v acetonu.
R-Cl + NaI → R-I + NaCl

## Použití
- Jodid sodný se běžně používá k léčbě a prevenci nedostatku jodu (jodová karence).
- Jako terapeutické činidlo při terapii radiojodem.
- Jako radiokontrastní látka pro mozkovou angiografii. Poprvé ji použil portugalský neurochirurg António Egas Moniz v roce 1927.
- Radioaktivní izotopy jodu-123 a jodu-131 se používají jako jodid sodný v nukleární medicíně pro diagnostiku - zejména pro scintigrafii štítné žlázy. Princi metody je založen na krystalech jodidu sodného, které jsou dopované thaliem na části sodíkových pozic (NaI:Tl+). Zde vlivem ionizujícího záření vznikají fotony. Ty lze využít jako scintilační detektory - tradičně v nukleární medicíně, geofyzice nebo jaderné fyzice. NaI:Tl+ je nejpoužívanějším scintilačním materiálem, protože produkuje nejvíce světla.